# 贝尔特姆
贝尔特姆（荷蘭語：Bertem，荷蘭語發音：[ˈbɛrtɛm] ⓘ）是比利时弗拉芒大区弗拉芒布拉班特省魯汶區的一个市镇，通行荷蘭語，是弗拉芒社群的一部分，面积29.75平方千米，人口9,958人（2018年1月1日）。